# Simp
Simp је енглеска реч која означава особу која превише угађа особи која јој/му се свиђа .

## Историја

### Настанак речи
Simp је реч која је настала у позном 20. веку. Она је скраћеница од енглеске речи Simpleton.

### Употреба речи у 2020.
Реч Simp је почела да се највише употребљава у 2020. години, али са значењем човек који обраћа пажњу на жене. Највише се употребљава на друштвеним мрежама, али највише на Twitch-у, мада и због толике употребе, па је постао мим. Simp је у интернету тад постала као скраћеница од Sucker Idolizing Mediocre Pussy (срп. Наивчина који идолизира осредњу пичку).